# Nina Albright
Nina Albright est une autrice de l'âge d'or des comics. Elle a exercé des années 1940 et 1950.

## Biographie
Nina Albright naît le 15 février 1907 à New York dans le quartier de Manhattan.Elle commence à travailler comme dessinatrice dans le studio de Jerry Iger dans les années 1940. Ce dernier, voyant que de nombreux dessinateurs risquaient d'être appelés sous les drapeaux décide d'engager des femmes artistes comme Lily Renée, Ruth Atkinson, Fran Hopper, Ann Brewster, Marcia Snyder et Nina Albright.
Nina Albright travaille ensuite pour plusieurs studios : Funnies, Inc., L. B. Cole, et Bernard Baily. Là elle dessine des séries pour Novelty Press (Young King Cole, Lem the Grem, Contact Comics, Dr. Doom, Bull's Eye Bill, The Cadet), Fiction House (Captain Terry Thunder, Hooks Devlin, Inspector Dayton, Senorita Rio) et Holyoke Publishing (Miss Victory, Molly O'Moore, Mr Nobody), Aviation Press (Black Venus). Dans les années 1950 elle dessine des romance comics pour Atlas Comics, Archie Comics, St. John et Ziff Davis. Après la crise que connaît le monde des comics dans la seconde partie des années 1950, elle se tourne vers le monde de l'illustration et travaille pour le magazine American Girl et la série de livres Polly French écrits par Helen Wells sous le pseudonyme de Francine Lewis.